# Forugh Farrochzad

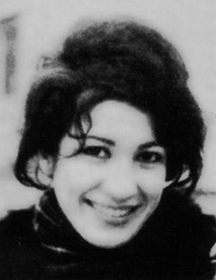
Forugh Farrochzad

Forugh Farrochzād oder Forugh Farrochsād (englische Transkription Forough Farrokhzad, eigentlich Forūġ-Zamān-e Farroḫzād; persisch فروغ فرخزاد, DMG Forūġ-e Farroḫzād; * 5. Januar 1935 in Teheran; † 14. Februar 1967 ebenda) war eine iranische Dichterin und Filmregisseurin. Sie zählt zu den bedeutendsten Repräsentanten der iranischen Moderne. Als eine der einflussreichsten und kontroversesten Figuren der modernen persischen Literatur und Kultur prägte sie nachhaltig die literarische Landschaft Irans.

## Biografie

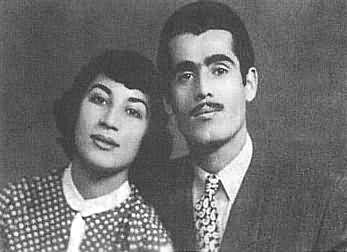
Forugh Farrochzād mit ihrem Ehemann Parviz Schāpur

Forugh Farrochzād wurde 1935 als Tochter des Armeeoffiziers Mohammad Bāgher Farrochzād und seiner Frau Touran Vaziri-Tabar in Teheran geboren. Sie war die ältere Schwester des iranischen Dichters, Sängers und Schauspielers Fereydun Farrochsad. Sie war das dritte von sieben Kindern (Amir, Massoud, Mehrdād, Fereydun, Pourān, Gloria) und besuchte die Schule bis zur neunten Klasse. Daraufhin lernte sie Zeichnen und Nähen an einer Frauenschule für Handarbeit.
Forugh wuchs in einer patriarchalischen Umgebung auf, die von einem strengen Vater geprägt war, dessen Militärkarriere die Familie dominierte. Die Beziehung zu ihren Eltern war schwierig; auch zu ihrer Mutter hatte sie ein distanziertes Verhältnis.
Mit sechzehn heiratete sie den 15 Jahre älteren Parviz Shāpour, einen Satiriker und Karikaturisten. Forugh setzte ihre Ausbildung mit Kursen in Malen und Nähen fort und zog mit ihrem Mann nach Ahwaz. Ein Jahr später gebar sie ihr einziges Kind, den Sohn Kāmyār. Die Geburt ihres Sohnes konnte die Ehe jedoch nicht retten, und bald darauf folgte die Scheidung. Nach drei Jahren Ehe trennte sich Forugh von ihrem Mann, der das Sorgerecht für das Kind bekam. Der Verlust des Sorgerechts für ihren Sohn stürzte Forugh in eine persönliche Krise, die schließlich zu einem Nervenzusammenbruch und einem Klinikaufenthalt führte. In einem ihrer Briefe an ihren Vater schrieb sie über ihre Sehnsucht nach Anerkennung und die Entfremdung innerhalb der Familie: „Mein größter Schmerz ist, dass du mich nie wirklich kennenlernen wolltest.“
Nach dieser Phase zog sie nach Teheran, um sich ganz der Dichtung zu widmen. Noch im selben Jahr veröffentlichte sie ihren ersten Band Gefangen (persisch اسير, DMG Asīr), in dem sie ihr persönliches Gefühl der Ausweglosigkeit zum Ausdruck brachte.
Wegen der Trennung von ihrem Mann und der Veröffentlichung kontroverser Gedichte geriet sie schnell in den Fokus negativer Aufmerksamkeit und offener Ablehnung. Ihre frühen Gedichtbände erregten durch ihre offene Darstellung von Weiblichkeit und Begierde großes Aufsehen.
1956 verbrachte sie neun Monate in Europa, wo sie an ihrem zweiten, sozialkritischen Gedichtband Die Wand (persisch ديوار, DMG Dīwār) arbeitete, der noch im selben Jahr gedruckt wurde. Währenddessen verbrachte sie auch Zeit in München bei ihrem älteren Bruder Amir, der dort studierte. Gemeinsam übersetzten sie einige Gedichte aus Eric Singers Sammlung Spiegel des Unvergänglichen. Auch in der Folgezeit reiste sie viel.
Im Jahr 1958 nahm sie eine Stelle als Assistentin im Golestān Film Studio an. Hier lernte sie den Filmemacher und Schriftsteller Ebrāhim Golestān kennen, der sie dazu ermutigte, sich selbst auszudrücken. Ihre Beziehung zu Golestān, der verheiratet war, führte in Literaturkreisen zu erneuten Kontroversen.
Im selben Jahr publizierte sie einen weiteren sozialkritischen Gedichtband Aufbegehren (persisch عصبان, DMG ‘Aṣabān). Ihre Werke aus dieser Zeit spiegeln ihre Auseinandersetzung mit gesellschaftlichen Tabus und ihre Suche nach künstlerischer Freiheit wider.

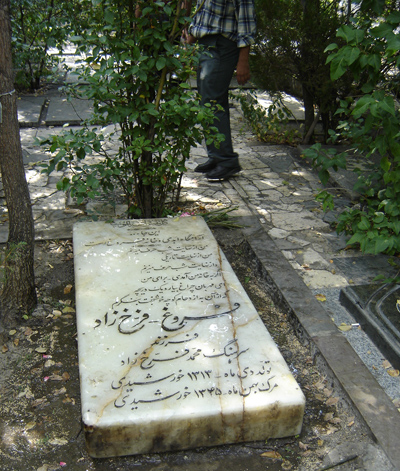
Forugh Farrochzāds Grab auf dem Teheraner Friedhof Zahir-o Douleh

1962 zog sie nach Täbris, wo sie in dem Leprosorium Behkadeh Raji, das 1961 auf Betreiben von Farah Pahlavi als sich selbst versorgendes, eigenständiges Dorf errichtet wurde, den zwanzigminütigen Dokumentarfilm Das Haus ist schwarz (persisch خانه سياه است, DMG Ḫāne siyāh ast) drehte. Während der zwölf Drehtage entwickelte sie Zuneigung zu dem Kind eines leprakranken Paares, dem Jungen Hossein Mansouri, den sie später adoptierte.
1964 publizierte sie ihren vierten Gedichtband, Eine Wiedergeburt (persisch تولدى ديگر, DMG Tawallod-ī dīgar), worin sie die Dekadenz und Vergänglichkeit der menschlichen Existenz thematisiert und den sie als Beginn ihrer eigentlichen Dichtung ansah.
Am 14. Februar 1967 starb Forugh im Alter von 32 Jahren an den Folgen eines Verkehrsunfalls im Stadtteil Darrous. Um die Kollision mit einem Schulbus zu verhindern, wich ihr Fahrzeug aus und fuhr in eine Steinwand; sie starb noch vor der Ankunft im Krankenhaus. Ihr tragischer Tod hinterließ eine Lücke, die bis heute von der Literatur- und Kunstwelt betrauert wird.
Ihr Gedicht Lasst uns an den Beginn der kalten Jahreszeit glauben wurde nach ihrem Tod publiziert und gilt als das beststrukturierte moderne Gedicht in persischer Sprache.
Das Grab der Dichterin befindet sich auf dem Zahir-o Douleh-Friedhof im Teheraner Stadtteil Darband.

## Werk
Forugh Farrochzāds Werk kennzeichnet der Versuch der Überwindung und Neudefinition sowohl literarischer als auch sozialer und kultureller Konventionen und Ideale. Ihr Fokus richtet sich hierbei vor allem auf die Rollen von Mann und Frau. Sie versucht in ihrer Darstellung, beide Geschlechter von Stereotypen zu befreien und ihnen so die Möglichkeit der gegenseitigen Annäherung zu bieten.
Ihre Gedichte reflektieren oft die Begrenzungen traditioneller Geschlechterrollen und die Dominanz von Männern, die Frauen auf körperliche Objekte reduzieren. Sie thematisiert die Begrenztheit und Vergänglichkeit der Zeit sowie die Suche nach Freiheit und Selbstverwirklichung.
Stilistisch schlägt sich diese Entwicklung in einer allmählichen Entfernung von traditionellen prosodischen Elementen zu der Verwendung der freien Versform nieder. Ihre einfache, unprätentiöse und klare Sprache ermöglicht ihr ferner eine Direktheit und Intensität des Ausdrucks, die es in dieser Form bisher nicht gab und die gegen die bis dahin geltende Norm der Anspielung verstieß.
In ihren späteren Werken bewegt sie sich von persönlichen Themen hin zu sozialen und universellen Anliegen. Sie integriert persönliche Erfahrungen und gibt Frauen eine Plattform, um ihre innere Welt und ihre Kämpfe auszudrücken.
Ihre ersten drei Gedichtbände Gefangen, Die Wand und Aufbegehren wurden in ihrer Jugend veröffentlicht, zwischen ihrem 17. und 21. Lebensjahr. Diese frühen Werke wurden oft auf ihre sinnliche und erotische Natur reduziert, was die revolutionäre Dimension ihrer Gedichte verdeckte. Ein zentrales Thema ihrer frühen Gedichte ist die Suche nach Liebe und die Enttäuschung darüber.
Mit ihrem vierten Gedichtband Eine Wiedergeburt erreichte sie eine poetische Reife, die traditionelle Formen und Themen hinter sich ließ. Ihre Gedichte aus dieser Phase verbinden eine tiefe persönliche Reflexion mit universellen Themen und loten neue Ausdrucksformen aus. In diesen Werken hebt sie die Bedeutung von Selbstfindung und künstlerischer Freiheit hervor.
Neben ihrer Arbeit als Dichterin wandte sich Forugh in den frühen 1960er-Jahren dem Film zu. Ihre Zusammenarbeit mit dem Golestān Film Studio führte zur Produktion des Dokumentarfilms Das Haus ist schwarz (1962), welcher das Leben in einer Leprakolonie im Nordwesten Irans darstellt. Der Film gilt heute als Meisterwerk und unterstreicht Forughs Fähigkeit, soziale Missstände durch ihre Kunst anzusprechen.

## Rezeption
Forugh Farrochzad erweckt entweder Abneigung oder Bewunderung. Für die einen wurde sie zum Sinnbild des Werteverlusts und des Chaos, für die anderen Inbegriff der Unabhängigkeit und des Aufbegehrens. Insgesamt lässt sich jedoch ein klarer Zuwachs an Popularität verzeichnen, der sich u. a. in steigenden Auflagen niederschlägt. Heute gilt sie als eine der begabtesten und einflussreichsten Frauen in der persischen Literatur des 20. Jahrhunderts.
Ihr Einfluss reicht über die Grenzen Irans hinaus und wird von Künstlerinnen wie Shirin Neshat und Maryam Habibian in ihren Werken aufgegriffen und neu interpretiert. Ihre Werke spiegeln die Spannungen zwischen Tradition und Moderne, Religion und Individualität sowie Nationalismus und Globalisierung wider.
Ihre Werke und ihr Leben haben zahlreiche Künstler inspiriert. So haben iranisch-amerikanische Künstlerinnen wie Shirin Neshat und Maryam Habibian ihre Poesie in ihren Werken verarbeitet und neu interpretiert.

## Werk

### Gedichte
- 1955: Asīr. („Gefangen“), Sammlung von 44 Gedichten
- 1956: Divār. („Die Mauer“), Gedichtband
- 1958: Esiān. („Auflehnung“), Gedichtband
- 1964: Tavalodi Digar. („Wiedergeburt“), Gedichtband
  - Wiedergeburt. (deutsche Übers. von Kurt Scharf, aus: „Tawallod-e digar“, Teheran 1964), die horen 26 (1981), 2, S. 7 f.
  - Die Rose., die horen 26 (1981), S. 19 f.
- 1965: Imān bīāvarīm be āghāz-e fasl-e sard. („Lasst uns an den Beginn der kalten Jahreszeit glauben“) (postum 1974)

### Sonstige
- 1963: Filmdokumentation Chāneh siāh ast. („Das Haus ist schwarz“) über das von Farah Pahlavi für Leprakranke in Iran gegründete Dorf Behkadeh Radschi[9]
- Kurzgeschichte: Kābūs („Alpdrücken“); ein Reisebericht; zwei unveröffentlichte Drehbücher und eine Anthologie zeitgenössischer Dichtung: Az Nīmā tā b'ad[3] („Nīmā und später“)[10]

## Deutschsprachige Ausgaben
- Irdische Botschaft. Gedichte. von Forugh Farrochsad und Sigrun Neumann. Edition Zypresse: 1984
- Jene Tage. Gedichte. Ausgewählt, aus dem Persischen übertragen und mit einem Nachwort versehen von Kurt Scharf. Suhrkamp Verlag, Frankfurt am Main 2003, ISBN 3-518-22128-0
- Kein Ort nirgends: Frauen und Exil von Mostafa Arki, Ingrid Pechmann, Iris Rommel und Forugh Farochzad. Internationales Kulturwerk zur Förderung einer demokratischen Entwicklung im Iran e. V.: 1988
- Nach der Euphorie: Gedichte. von Forugh Farochzad, Mostafa Arki und Nasser Gholipur-Ghalandari. Internationales Kulturwerk zur Förderung einer demokratischen Entwicklung im Iran e. V.: 1992
- Forugh Farrokhzad: Gesammelte Werke in zwei Bänden. Behnam Bavandpour (Hrsg.), Verlag NIMA, Essen: 2002
- Der Vogel ist sterblich. von Forugh Farrochsad, Elmar Locher, und Linda Wolfsgruber. Bibliothek der Provinz Verlag für Literatur, Kunst: 2007
- Neun Gärten der Liebe – Neun persische DichterInnen der Gegenwart. Herausgegeben von Gorji Marzban, Mehrzad Hamzelo und Rudolf Kraus. Edition Roesner: 2011
- Der Vogel war nur ein Vogel. Forugh Farrochsad, Maryam Mohammadi und Bernadette Schiefer. Edition Yara, Graz: 2013

## Sekundärliteratur (Auswahl)
- Hillmann, Michael Craig. A lonely woman: Forough Farrokhzad and her poetry. Three Continents Press, Washington, D. C.: 1987 ISBN 0-934211-11-6
- Hillmann, Michael Craig. „An Autobiographical Voice: Forough Farrokhzad.“ In: Afsaneh Najmabadi (Hrsg.). Women's Autobiographies in Contemporary Iran. Harvard University Press, Cambridge, Massachusetts: 1990 ISBN 0-932885-05-5.[11]
- Manijeh Mannani: The Reader's Experience and Forough Farrokhzad's Poetry. Crossing Boundaries – an interdisciplinary journal, Bd. 1, S. 49–65 (2001)[12]
- Farzaneh Milani: Veils and words: the emerging voices of Iranian women writers. Syracuse University Press, Syracuse, N. Y.: 1992. ISBN 0-8156-2557-X
- Kurt Scharf: „Ertrage nicht länger das Schweigen auf deinen Lippen, du Land!“ Zur zeitgenössischen persischen Lyrik. die horen 26 (1981), S. 9 (7)–32; S. 7 f. und 19 f. mit S. 165
- Sholeh Wolpe: Sin: Selected poems of Forugh Farrokhza. University of Arkansas Press, Fayetteville, Arkansas: 2007 ISBN 1-55728-861-5

## Filme und Theaterstücke über Farrochzad
- 1963: Kurzfilm über die Dichterin von der UNESCO[13]
- Kurzfilm des Filmemachers Bernardo Bertolucci über das Leben Forough Farrokhzāds[13]
- The Bride of Acacias Theaterstück über Forough Farrokhzād von Ezzat Goushegir[14]
- 1999: Der Filmemacher Abbas Kiarostami bringt den Film Der Wind wird uns tragen (Bād mā rā khāhad bord) heraus, der auf ein gleichnamiges Gedicht von Forough Farrokhzād verweist
- 2007: Mond Sonne Blume Spiel, Dokumentation über Forough Farrokhzāds Adoptivsohn Hossein Mansouri, von Claus Strigel, Denkmal-Film[15]
- 2024: Der Titel des Films Irdische Verse (آیه‌های زمینی Ayeh haye zamini) von Ali Asgari und Alireza Khatami ist eine Hommage auf das gleichnamige Gedicht von Forough Farrokhzād.[16]

## Auszeichnungen
- Im Jahre 1963 wurde Forugh Farrochzāds Dokumentation „Das Haus ist schwarz“ mit dem Großen Preis des Dokumentarfilms bei den Internationalen Kurzfilmtagen in Oberhausen prämiert.[3]

## Übersetzer (Auswahl)
- Arabisch: Mohammad Al-Amin, Gassan Hamdan
- Azeri: Samad Behrangi
- Deutsch: Annemarie Schimmel, Kurt Scharf, Mehrzad Hamzelo und Rudolf Kraus
- Englisch: Ismail Salami; Maryam Dilmaghani[17], Sholeh Wolpé[18]
- Französisch: Mahshid Moshiri
- Italienisch: Domenico Ingenito[19]
- Türkisch: Hashem Khosrow-Shahi, Jalal Khosrow-Shahi

## Schreibweisen
- Forough Farrokhzād, Forough Farrokhzad, Forough Farokhzad, Foroogh Farokhzad, Forugh Farochzad, Forugh Farochsad, Forugh Farrochsad